# Атанас Колев (комунист)
Нако (Атанас) Колев Стоев – Шоколада е български комунистически деец, секретар на Окръжния комитет на Работнически младежки съюз Стара Загора. Получава името „Шоколада“ от своя учител по математика, когато се опитва да подскаже по време на часа.

## Биография
Роден е на 8 май 1916 г. в село Тушин, Егейска Македония, което остава в Гърция след Междусъюзническата война и само пет дни по-късно заедно с голяма част от тушинци семейството му по тайни пътеки минава зад фронтовата линия в България. След дълго скитане пристигат и се заселват в Стара Загора. През 1933 г. е изключен от гимназията за пропагандирането на марксиски идеи. През 1935 г. е осъден на строг тъмничен затвор. След амнистия е освободен през 1937 г. През 1938 г. влиза отново в затвора за разпространяване на нелегален печат. През 1939 г. е освободен отново след амнистия. Веднага след това е избран за секретар на окръжния комитет на РМС. През март 1941 г. е повикан да отбие военната си служба в трудови войски. През август същата година, връщайки се от домашен отпуск, разбира, че вероятно ще бъде арестуван, и преминава в нелегалност. Прибира се в Стара Загора и през зимата 1941/1942 г. заедно с четирима други нелегални, включително Георги Гръбчев, се укрива в къщата на ятака Йовчо Димов в село Кирилово край Стара Загора. На 6 и 7 март 1942 г. селото е блокирано от полиция и войска, като целта им е намирането на скривалищото на нелегалните. Без муниции Нако успява да се измъкне от блокадата, да премине през три от обръчите на преследвачите и в този момент е застрелян в гърба с картечница.